# Lentes Canon EF

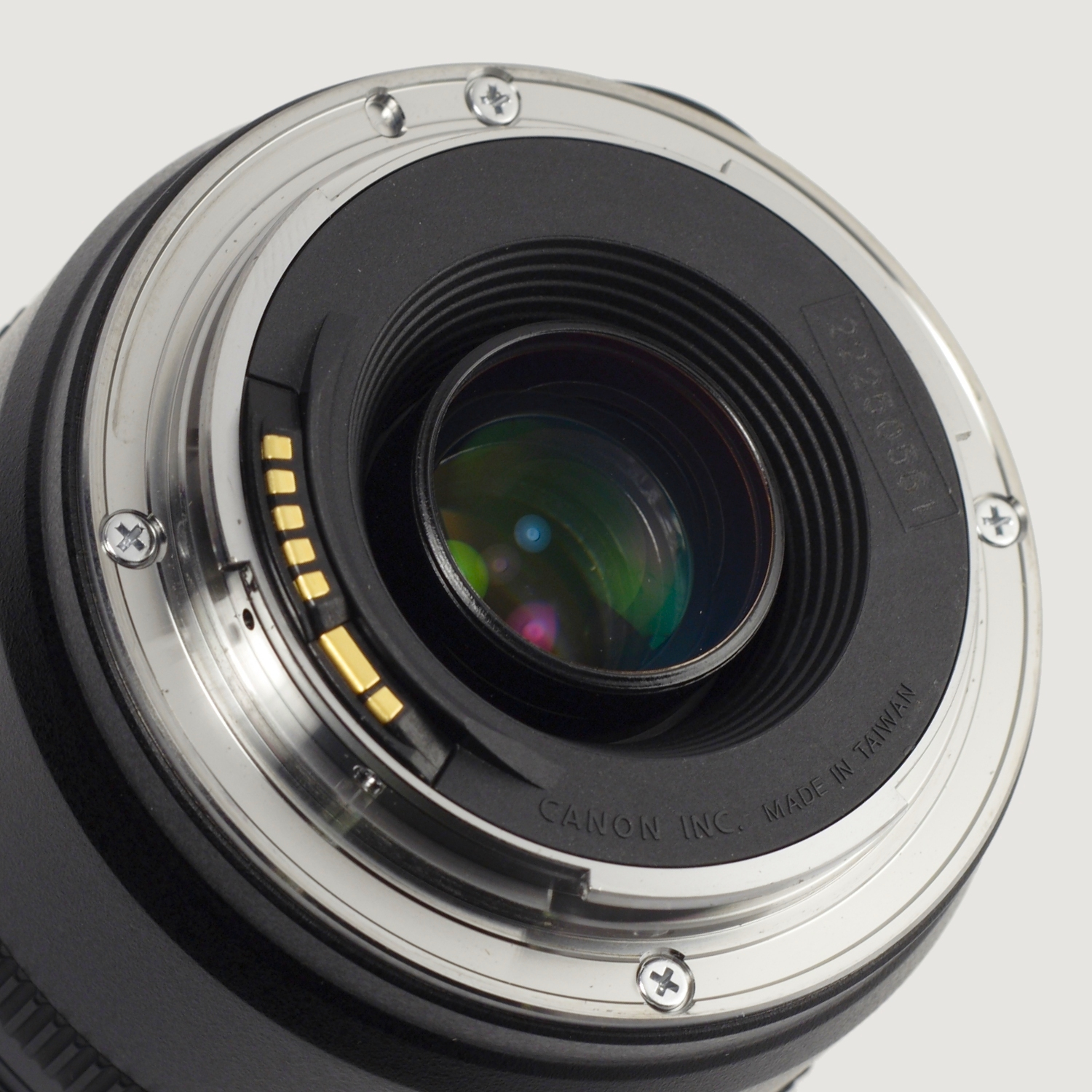
Contatos eletrônicos de uma lente EF.

As Lentes Canon EF são uma linha de lentes fotográficas introduzidas pela Canon em 1987, utilizadas por câmeras SLR e DSLR. Sua principal característica é o foco automático ou foco eletrônico (Eletro Focus) que funciona com um pequeno motor embutido que se comunica com a câmera através de contatos eletrônicos no encaixe da baioneta.